# معركة ليوثن
دارت معركة ليوثن في 5 ديسمبر 1757 وضمت الجيش البروسي بقيادة فريدريك العظيم الذي استخدم المناورة الحربية والتضاريس ليلحق الهزيمة التامة بقوة نمساوية تفوق جيشه عددًا، والتي كانت بقيادة تشارلز أمير لورين والكونت ليوبولد جوزيف فون داون. أمّن النصر السيطرة البروسية على سيليزيا خلال الحرب السيليزية الثالثة، التي كانت جزءًا من حرب السنوات السبع.
دارت رحى المعركة في بلدة ليوثن (لوتينيا، بولندا)، على بعد 10 كم (6 ميل) شمال غرب بريسلاو (فروتسواف، بولندا)، في سيليزيا البروسية (النمساوية سابقًا). وأحدث فيها فريدريك، مستغلًا قواته المنضبطة والمدربة ومعرفته الفائقة بالتضاريس، انحرافًا مضللًا في أحد طرفي ساحة المعركة ونقل معظم جيشه الصغير خلف سلسلة من التلال المنخفضة. فأربك هذا الهجوم المفاجئ بالتشكيل القتالي المائل على الجناح النمساوي، الأمير تشارلز، إذ استغرق عدة ساعات ليدرك أن الهجوم الأساسي كان على يساره وليس يمينه. وفي غضون سبع ساعات، سحق البروسيون النمساويين وأخذوا منهم أي ميزة اكتسبوها خلال حملتي الصيف والخريف السابقتين. وفي غضون 48 ساعة، فرض فريدريك حصارًا على بريسلاو، فاستسلمت المدينة في 19 - 20 ديسمبر.
كانت معركة ليوثن المعركة الأخيرة التي قاد فيها الأمير تشارلز الجيش النمساوي قبل أن تعيّنه شقيقة زوجته، الإمبراطورة ماريا تيريزا، حاكمًا لهولندا الهابسبورغية وتعين ليوبولد جوزيف فون دون في قيادة الجيش. رسخت المعركة أيضًا سمعة فريدريك العسكرية في الأوساط الأوروبية ويمكن القول إنها كانت أعظم انتصار تكتيكي له. وبعد معركة روسباخ في 5 نوفمبر، كف الفرنسيون عن المشاركة في حرب النمسا مع بروسيا، وبعد ليوثن (5 ديسمبر)، لم تتمكن النمسا من مواصلة الحرب بمفردها.

## خلفية تاريخية
على الرغم من أن حرب السنوات السبع كانت صراعًا عالميًا، لكن وطأتها كانت ملموسة في المسرح الأوروبي بشكل خاص نتيجة للمنافسة بين فريدريك الثاني ملك بروسيا، والمعروف باسم فريدريك العظيم، وماريا تيريزا أرشيدوقة النمسا. ويعود تاريخ التنافس بينهما إلى عام 1740، عندما هاجم فريدريك مقاطعة سيليزيا المزدهرة وضمها، عقب تبوؤ ماريا تيريزا العرش. ومُنحت سيليزيا لبروسيا من خلال معاهدة إكس لا شابيل عام 1748، التي أنهت حرب الخلافة النمساوية (1740 - 1748) بين بروسيا وحلفاء ماريا تيريزا. وأبرمت ماريا تيريزا المعاهدة بهدف كسب الوقت اللازم لإعادة بناء قواتها العسكرية وتشكيل تحالفات جديدة وعزمت على استعادة هيمنتها في الإمبراطورية الرومانية المقدسة واستعادة سيليزيا. وبالمثل، سعت فرنسا لكسر الهيمنة البريطانية على التجارة الأطلسية.
وفي عام 1745، أتاح تصاعد التوترات بين بريطانيا وفرنسا في أمريكا الشمالية، الفرصة للإمبراطورة من أجل استعادة الأراضي المفقودة والحد من القوة البروسية المتنامية. فوضعت فرنسا والنمسا تنافسهما القديم جانبًا بهدف تشكيل تحالفهما الخاص؛ ووافقت ماريا تيريزا على تزويج إحدى بناتها، ماريا أنتونيا، بدوفين فرنسا، وتفاوض كبار وزرائها على اتفاق عسكري وسياسي يعود بالفائدة على كلا الطرفين. فدفع ذلك بريطانيا للتحالف مع ابن شقيقة جورج الثاني، فريدريك الثاني. وضم تحالفهما أيضًا ناخبية هانوفر، التي كانت تحت سلطة جورج باتحاد شخصي، إلى جانب أقرباء جورج وفريدريك، الذين حكموا إمارة براونشفايغ فولفنبوتل ولاندغريفية هسن كاسل. أصبحت تلك السلسلة من المناورات السياسية تعرف بالثورة الدبلوماسية.
وعندما اندلعت الحرب عام 1756، اجتاح فريدريك ساكسونيا وشن حملة في بوهيميا، حيث هزم النمساويين في 6 مايو 1757 بمعركة براغ. وبعد أن أصبح على دراية بغزو القوات الفرنسية لأراضي حلفاءه في هانوفر، تحرك فريدريك غربًا. وفي 5 نوفمبر 1757، هزم فوج مشاة قوامه 1,000 رجل تقريبًا مع 1,500 جندي من سلاح الفرسان القوة الفرنسية والنمساوية المشتركة التي بلغ قوامها 30,000 في معركة روسباخ التي استمرت 90 دقيقة. وفي ظل غيابه، تمكن النمساويون من استعادة سيليزيا: استولى الأمير تشارلز، زوج شقيقة الإمبراطورة، على مدينة شفيدينتسا ومضى إلى بريسلاو في سيليزيا السفلى.
بعودته إلى سيليزيا، علم فريدريك بسقوط بريسلاو في أواخر نوفمبر. فقطع هو ورجاله البالغ عددهم 22,000 مسافة 274 كم (170 ميل) في 12 يومًا، وفي لينيتز، انضم إلى القوات البروسية التي نجت من القتال في بريسلاو. ووصل الجيش المعزز المؤلف من 33,000 جندي تقريبًا، مع نحو 167 مدفعًا، بالقرب من ليوثن ليجد 66,000 نمساوي مستعد.

## المعركة

### خدعة بروسية
تعذرت رؤية المرابط على كلا الطرفين بسبب الطقس الضبابي، لكن فريدريك وقادة جيشه استخدموا الضباب لصالحهم. إذ ترك فريدريك وحدة من سلاح الفرسان ومجموعة من المشاة أمام الطرف الشمالي الأقصى من الخط النمساوي (اليمين النمساوي)، ونشر الباقي، الجزء الأكبر من قواته تجاه ليوثن نفسها. رآهم تشارلز يشرعون بإعادة الانتشار ولعله فسر المناورة على أنها انسحاب لفترة من الوقت على الأقل.
وفي الساعة الرابعة من صباح يوم الأحد، تحرك فريدريك نحو الجناح الأيمن النمساوي بأربعة أرتال، المشاة في الرتلين الداخليين وسلاح الفرسان في الخارجيين. وباستخدام الروابي التي حجبت تحركاته على النمساويين، نقل فريدريك رتلي المشاة ورتلًا من سلاح الفرسان بشكل مائل إلى يمينه هو. فبقي رتلُ سلاح الفرسان في أقصى اليسار في الخلف لإقناع النمساويين أنه لا يزال يقترب مباشرة من الطرف الأخير من الخط النمساوي، بالقرب من فروبلوفتز. أخفى الإلهاء الواضح نية فريدريك في تنفيذ مناورة بتشكيل مائل كتلك التي استخدمها بنجاح قبل أسابيع فقط في معركة روسباخ. فنقل الأمير تشارلز، الذي كان يراقب من موقع ممتاز، كامل قواته الاحتياطية إلى جانبه الأيمن. فلم يضعف ذلك الجناح الأيسر فحسب، بل مد نطاق جبهته الأمامية من ليوثن لتتجاوز فروبلوفتز ومنها إلى نايبرن وأطالها لتتجاوز طولها الأساسي البالغ 4 كم (2 ميل).
وفي حين استأثر رتلٌ واحد من سلاح الفرسان بتشارلز في أقصى يمينه، استمر بقية البروسيين المتخفيين خلف تلك التلال عبر الجبهة النمساوية وسحقوا الجناح الأيسر النمساوي.